# Región insular de Colombia
La región insular de Colombia comprende el conjunto de las islas, cayos e islotes continentales y aquellos alejadas de las costas, como son el Archipiélago de San Andrés y Providencia en el mar Caribe y las islas Malpelo y Gorgona en el océano Pacífico.  En ella no se cuentan las islas fluviales ni lacustres.

## Descripción
Las islas continentales son las que se ubican más próximas al territorio continental y se encuentran vinculadas geológicamente por la plataforma submarina. En el Caribe colombiano se destacan las islas Tierra Bomba, del Rosario, Barú (estas tres bordeando la bahía de Cartagena), San Bernardo (frente a la punta de San Bernardo), Fuerte y Tortuguilla. En la costa del Pacífico las islas son muy numerosas, porque muchos ríos que vierten su caudal en el océano las forman con las arenas y piedras que arrastran hasta el mar.
Por su parte, las islas oceánicas se entran mar adentro, alejadas de las costas y emergiendo de su propia dorsal submarina. Este es el caso del Archipiélago de San Andrés en el mar Caribe y la isla de Malpelo en el Océano Pacífico.

## Subregiones

Parques nacionales naturales de la región Insular colombiana.

Las subregiones de la Región Insular de Colombia son las siguientes:
- Archipiélago de San Andrés y Providencia que conforma el departamento del mismo nombre, ubicada en el mar Caribe con una extensión total de 52,2 km², (San Andrés con 26 km², Providencia con 17 km² y Santa Catalina con 1 km²).
- Archipiélago de San Bernardo, un conjunto de 10 islas del mar Caribe que en total tienen una superficie aproximada de 255 km² y se encuentran en el golfo de Morrosquillo.
- La Isla Gorgona, un pequeño sistema de islas conformado por Gorgona, Gorgonilla y otros tres islotes, ubicadas en el océano Pacífico y pertenecientes al departamento del Cauca y con 26 km² de superficie terrestre. Se encuentra allí el Parque Nacional Natural Isla Gorgona.
- Malpelo, islote de origen volcánico en el océano Pacífico bajo la jurisdicción del departamento del Valle del Cauca, con 120 hectáreas o 1,20 km² de superficie emergida.
- Otros grupos de islas:
  - Islas Corales del Rosario, pequeño archipiélago de 20 hectáreas (0,20 km²) ubicadas al oeste de Cartagena.
  - Isla Fuerte, pequeña isla de unas 300 hectáreas (3 km²) frente a las costas del departamento de Córdoba.
  - Isla Tortuguilla, pequeña isla de 14 hectáreas (0,14 km²).
  - Isla Tierra Bomba.
  - Archipiélago La Plata, en Bahía Málaga.
  - Isla Playa Blanca-Salomón, frente a Parque nacional natural Utría.
  - Islas continentales del Pacífico, como isla Ají, isla del Gallo, isla Tumaco, isla del Morro, isla Cacahual, o isla Sanquianga.

## Clima
A pesar de lo pequeño de su superficie, es una región muy diversa, ya que está conformada por islas en los dos océanos.
El archipiélago de San Andrés y Providencia en el mar Caribe se caracteriza por sus periodos de lluvia definidos y su clima seco.
El archipiélago de Gorgona y Gorgonilla es en su mayoría selvático, húmedo y de lluvias permanentes, lo que lo hace profusamente rico en cuanto a flora y fauna.

## Población
Según el Censo de 2018, San Andrés y Providencia contaba con una población de 61 280 habitantes. Un 42% de la población se reconoció como raizal, el grupo afrocaribeño nativo de las islas. Los idiomas hablados en el archipiélago son el español, el inglés y el criollo sanandresano.
Las islas del Rosario tienen una población de menos del mil habitantes.
Gorgona, Malpelo y la mayoría de las islas continentales del Pacífico están deshabitadas, salvo las islas de Tumaco y El Morro, que albergan cuatro de las cinco comunas de la ciudad de San Andrés de Tumaco.

## Economía
La principal fuente de ingresos de la región insular colombiana es el turismo. 
San Andrés cuenta con las playas más bellas y uno de los principales complejos hoteleros del país, el cual es visitado anualmente por nacionales y extranjeros. El archipiélago también es célebre por el movimiento de su comercio.
Gorgona es un parque natural ideal para las investigaciones biológicas. En la región se practica el turismo ecológico a gran escala.

## Cultura

### San Andrés y Providencia

#### Festividades
El Festival de la Luna Verde es una celebración que hace visible un modo de ser y celebrar que es propio de la gente afro caribeña. A pesar de tener un origen reciente, el festival presenta características que relatan la historia de estas islas. La desaparición absoluta de la presencia indígena, así como la colonización por parte de ingleses que introdujeron africanos para laborar en grandes plantaciones, se manifiestan hoy en día en la cultura sanandresana.
El festival se inicia con una marcha que recorre las principales vías de San Andrés al ritmo de tambores marciales que marcan el compás, aprovechado por las huestes, de la numerosa banda de percusión para desarrollar coreografías originales. Los ritmos militares son acompañados por pasos de marcha sugeridos por claves de tambor, que varían según el líder que conduzca a la banda militar juvenil. Estos líderes establecen una especie de competencia entre sí cuando, estando al frente de la banda, señalan las marcaciones rítmicas, que el conjunto debe interpretar y trasladar sin perder contacto con el ritmo inmediatamente anterior.
El Festival del Cangrejo es una celebración típica de San Andrés, donde los isleños preparan diversos platos con base en cangrejo, (como carambolas, arroz con cangrejo, tortas, pasteles, pasa bocas) para gusto de los propios isleños y turistas que participen en este festival, este va acompañado con músicas y danzas para amenizar más las celebraciones en las cuales las muestras gastronómicas preparadas con este plato son el deleite de todos.

#### Gastronomía
Los platos típicos de San Andrés son elaborados con pescados, langostas, caracoles y cangrejos acompañados con plátanos, coco, leche de coco y yuca. El plato típico más conocido es el rondón, el cual es una especie de cacerola de pescado con caracoles cocidos lentamente en leche de coco, con yuca, patacón y pescado.

#### Trajes típicos
La vestimenta por excelencia de San Andrés para la mujer es una blusa blanca de manga larga y cuello alto, conjuntada con una falda larga que suele llegar hasta la altura de los tobillos. Además, a este traje se le suelen añadir accesorios como un pañuelo en la cabeza de algún color vivo.
En cuanto al traje masculino, este también se compone principalmente de una camisa blanca. Los pantalones suelen ser de color gris, aunque también se pueden ver en color crema, o incluso negro, siempre combinados con zapatos negros.

## Parques nacionales naturales
- Parque nacional natural Corales de Profundidad
- Parque nacional natural Corales del Rosario y de San Bernardo
- Parque nacional natural Gorgona
- Parque nacional natural Old Providence McBean Lagoon
- Parque nacional natural Uramba Bahía Málaga
- Reserva natural Cordillera Beata
- Santuario de fauna y flora Malpelo
- Distrito nacional de manejo integrado Colinas y Lomas Submarinas de la Cuenca Pacífico Norte
- Distrito nacional de manejo integrado Juruparí-Malpelo